# Bibiana
Bibiana je ženské křestní jméno latinského původu. Pochází ze slova vivius nebo vivus a vykládá se jako „plná života, čilá“. Jeho obdobou je jméno Vivian.
Podle slovenského kalendáře má svátek 2. prosince.

## Bibiana v jiných jazycích
- Slovensky, maďarsky: Bibiána
- Německy, španělsky: Bibiana
- Rusky: Viviana

## Známé nositelky jména
- Bibiana Beglau
- Bibiana Beschová
- Bibiana Schoofsová
- Viviana Maierová